# Manuel Štrlek
Manuel Štrlek (ur. 1 grudnia 1988 w Zagrzebiu) – chorwacki piłkarz ręczny, lewoskrzydłowy, od 2018 zawodnik Veszprém.
Reprezentant Chorwacji, brązowy medalista igrzysk olimpijskich w Londynie (2012), brązowy medalista mistrzostw świata (2013), srebrny (2010) oraz brązowy (2012, 2016) medalista mistrzostw Europy. Trzykrotnie wybrany najlepszym lewoskrzydłowym mistrzostw Europy (2010, 2016, 2018).
Wielokrotny mistrz Chorwacji i mistrz Polski. Zwycięzca Ligi Mistrzów i najlepszy lewoskrzydłowy tych rozgrywek w sezonie 2015/2016 w barwach Vive Kielce.

## Kariera klubowa
W latach 2006–2012 był zawodnikiem RK Zagrzeb, z którym wywalczył sześć mistrzostw Chorwacji i sześć Pucharów Chorwacji. Będąc graczem stołecznej drużyny, występował regularnie od sezonu 2008/2009 w Lidze Mistrzów, w której w ciągu czterech lat zdobył 134 gole. W sezonie 2011/2012 zajął z RK Zagrzeb 3. miejsce w Lidze SEHA – w rozegranym 15 kwietnia 2012 meczu o tę pozycję ze słowackim Tatranem Preszów (31:29) rzucił sześć bramek.
W 2012 został graczem Vive Kielce. Z klubem tym wywalczył sześć mistrzostw Polski i sześć Pucharów Polski. W sezonie 2015/2016, w którym rozegrał 29 meczów i zdobył 119 goli, był najlepszym strzelcem kieleckiej drużyny w Superlidze. W sezonie 2017/2018, w którym wystąpił w 30 spotkaniach i rzucił 150 bramek, po raz kolejny był najlepszym strzelcem Vive w lidze, a ponadto otrzymał nominację do nagrody dla najlepszego skrzydłowego rozgrywek. Z Vive Kielce odnosił również sukcesy w Lidze Mistrzów. W sezonach 2012/2013 (rzucił w nim 29 bramek, w tym dziewięć w Final Four) i 2014/2015 (zdobył w nim 33 gole, w tym cztery w Final Four) zajął w tych rozgrywkach z kielecką drużyną 3. miejsce. W sezonie 2015/2016, w którym rzucił 53 bramki, wygrał z Vive Ligę Mistrzów. W rozegranym 29 maja 2016 meczu finałowym z węgierskim Veszprém (39:38) zdobył cztery gole, a także rzucił bramkę w serii rzutów karnych. W sezonie 2015/2016 został też wybrany najlepszym lewoskrzydłowym Ligi Mistrzów. Łącznie w ciągu sześciu sezonów zdobył dla Vive 250 goli w Lidze Mistrzów.
W lipcu 2018 przeszedł do węgierskiego Veszprém, z którym podpisał trzyletnią umowę (informację o transferze podano w marcu 2017).

## Kariera reprezentacyjna
W 2006 wraz z reprezentacją Chorwacji juniorów zdobył mistrzostwo Europy U-18 – podczas turnieju, który odbył się w Estonii, rozegrał siedem meczów i rzucił 33 bramki. W 2007 wywalczył srebrny medal podczas mistrzostw świata U-19 w Bahrajnie, w których zdobył 43 gole (5. miejsce w klasyfikacji najlepszych strzelców turnieju), a także został wybrany najlepszym lewoskrzydłowym zawodów. W 2008 uczestniczył w mistrzostwach Europy U-20 w Rumunii.
Dwukrotnie uczestniczył w igrzyskach olimpijskich. Podczas turnieju w Londynie (2012), w którym rozegrał osiem meczów i zdobył 28 goli, wywalczył z reprezentacją Chorwacji brązowy medal. Podczas igrzysk w Rio de Janeiro (2016) wystąpił w sześciu meczach, w których rzucił 29 bramek.
Brał udział w mistrzostwach świata w 2011, 2013, 2015 i 2017. Podczas turnieju w Hiszpanii (2013), w którym rozegrał pięć meczów i rzucił 11 goli, zdobył brązowy medal. Wystąpił również w mistrzostwach Europy w 2010, 2012, 2014, 2016 oraz 2018. Podczas turnieju w Austrii (2010), w którym rozegrał osiem meczów i rzucił 21 goli, zdobył srebrny medal i został wybrany najlepszym lewoskrzydłowym zawodów. Podczas mistrzostw w Serbii (2012), w których wystąpił w sześciu spotkaniach i zdobył 17 goli, wywalczył brązowy medal. Brązowy medal mistrzostw Europy zdobył również w 2016 – w turnieju, który odbył się w Polsce, rzucił 43 bramki (4. miejsce w klasyfikacji najlepszych strzelców turnieju) i został wybrany najlepszym lewoskrzydłowym zawodów. Podczas mistrzostw Europy w Chorwacji (2018) zdobył 29 goli i został uznany najlepszym lewoskrzydłowym turnieju.

## Sukcesy
RK Zagrzeb

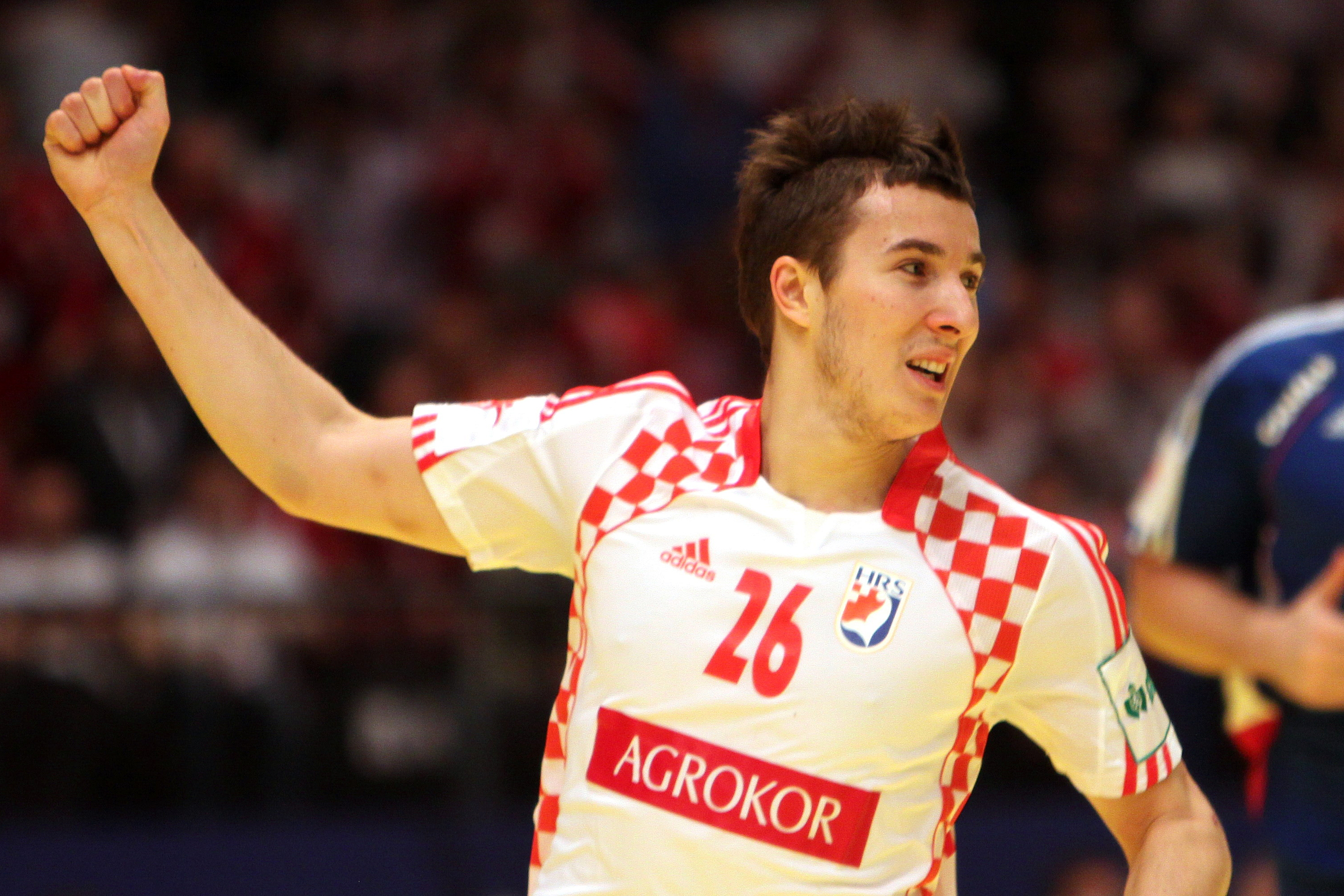
Manuel Štrlek w barwach reprezentacji Chorwacji (2010)

- Mistrzostwo Chorwacji: 2006/2007, 2007/2008, 2008/2009, 2009/2010, 2010/2011, 2011/2012
- Puchar Chorwacji: 2006/2007, 2007/2008, 2008/2009, 2009/2010, 2010/2011, 2011/2012
- 3. miejsce w Lidze SEHA: 2011/2012

Vive Kielce
- Liga Mistrzów: 2015/2016
- 3. miejsce w Lidze Mistrzów: 2012/2013, 2014/2015
- 3. miejsce w Super Globe: 2016
- Mistrzostwo Polski: 2012/2013, 2013/2014, 2014/2015, 2015/2016, 2016/2017, 2017/2018
- Puchar Polski: 2012/2013, 2013/2014, 2014/2015, 2015/2016, 2016/2017, 2017/2018

Reprezentacja Chorwacji seniorów
- 3. miejsce w igrzyskach olimpijskich: 2012
- 3. miejsce w mistrzostwach świata: 2013
- 2. miejsce w mistrzostwach Europy: 2010
- 3. miejsce w mistrzostwach Europy: 2012, 2016

Reprezentacja Chorwacji juniorów
- 1. miejsce w mistrzostwach Europy U-18: 2006
- 2. miejsce w mistrzostwach świata U-19: 2007

Indywidualne
- Najlepszy lewoskrzydłowy mistrzostw Europy: 2010, 2016[18], 2018[20]
- Najlepszy lewoskrzydłowy Ligi Mistrzów: 2015/2016 (53 bramki; Vive Kielce)[7]
- Najlepszy lewoskrzydłowy mistrzostw świata U-19: 2007[11]
- Gracz Miesiąca Superligi – marzec 2017
- 4. miejsce w klasyfikacji najlepszych strzelców mistrzostw Europy: 2016 (43 bramki)[17]
- 5. miejsce w klasyfikacji najlepszych strzelców mistrzostw świata U-19: 2007 (43 bramki)[10]

## Statystyki w Vive Kielce
| Klub        | Sezon     | Superliga | Superliga | Superliga | Puchar Polski | Puchar Polski | Puchar Polski | Liga Mistrzów | Liga Mistrzów | Liga Mistrzów | Super Globe | Super Globe | Super Globe | Razem | Razem | Razem |
| Klub        | Sezon     | M         | B         | Śr.       | M             | B             | Śr.           | M             | B             | Śr.           | M           | B           | Śr.         | M     | B     | Śr.   |
| ----------- | --------- | --------- | --------- | --------- | ------------- | ------------- | ------------- | ------------- | ------------- | ------------- | ----------- | ----------- | ----------- | ----- | ----- | ----- |
| Vive Kielce | 2012/2013 | 18        | 82        | 4,6       | 3             | 9             | 3             | 12            | 29            | 2,4           | –           | –           | –           | 33    | 120   | 3,6   |
| Vive Kielce | 2013/2014 | 27        | 86        | 3,2       | 5             | 23            | 4,6           | 12            | 39            | 3,3           | –           | –           | –           | 44    | 148   | 3,4   |
| Vive Kielce | 2014/2015 | 27        | 110       | 4,1       | 5             | 30            | 6             | 16            | 33            | 2,1           | –           | –           | –           | 48    | 173   | 3,6   |
| Vive Kielce | 2015/2016 | 29        | 119       | 4,1       | 4             | 22            | 5,5           | 20            | 53            | 2,7           | –           | –           | –           | 53    | 194   | 3,7   |
| Vive Kielce | 2016/2017 | 29        | 112       | 3,9       | 4             | 15            | 3,8           | 16            | 41            | 2,6           | 3           | 7           | 2,3         | 52    | 175   | 3,4   |
| Vive Kielce | 2017/2018 | 30        | 150       | 5         | 3             | 12            | 4             | 18            | 55            | 3,1           | –           | –           | –           | 51    | 217   | 4,3   |
| Razem       | Razem     | 160       | 659       | 4,1       | 24            | 111           | 4,6           | 94            | 250           | 2,7           | 3           | 7           | 2,3         | 281   | 1027  | 3,7   |
| Źródło:     |           |           |           |           |               |               |               |               |               |               |             |             |             |       |       |       |